# The Face in the Mirror (film 1916)
The Face in the Mirror è un cortometraggio muto del 1916 diretto da Charles Ashley (con il nome Charles E. Ashley). Prodotto dalla Essanay, il film era interpretato da Edmund Cobb, Patrick Calhoun, Josephine Sylvester, John Thorn e Roderick La Rocque, che in seguito sarebbe diventato un divo di Hollywood.
Il soggetto è tratto da una storia dello scrittore George Ade.

## Produzione
Il film fu prodotto dalla Essanay Film Manufacturing Company.

## Distribuzione
Distribuito dalla General Film Company, il film - un cortometraggio in tre bobine - uscì nelle sale cinematografiche statunitensi il 26 agosto 1916.